# Thermocyclops pachysetosus
Thermocyclops pachysetosus – gatunek widłonoga z rodziny Cyclopidae. Nazwa naukowa tego gatunku skorupiaków została opublikowana w 1951 roku przez szwedzkiego zoologa Knuta Lindberga.